# Самохин, Николай Ермолаевич

Почтовый конверт СССР

Николай Ермолаевич Самохин (1913—1978) — командир звена 11-го отдельного разведывательного авиационного полка 3-й воздушной армии Калининского фронта, капитан. Герой Советского Союза (1943).

## Биография
Родился 1 октября 1913 года в селе Старая Карань (ныне — Гранитное, Донецкая область) в крестьянской семье. Русский.
Образование неполное среднее.
В Красной Армии с 1934 года. В этом же году поступил в школу военных пилотов города Ворошиловграда, а в 1936 году окончил Смоленскую военную авиационную школу пилотов. Участник советско-финской войны 1939—1940 годов. Член ВКП(б)/КПСС с 1942 года.
На фронтах Великой Отечественной войны с июня 1941 года, командовал звеном 11-го отдельного разведывательного авиационного полка. Командир звена разведывательного авиационного полка капитан Николай Самохин к маю 1943 года совершил 171 боевой вылет на разведку, корректировку огня, аэрофотосъёмку и штурмовку тыловых объектов противника, нанеся ему значительный урон в живой силе и технике. Всего за годы войны Николай Самохин совершил 245 успешных боевых вылетов, участвовал в 115 воздушных боях.
После войны Н. Е. Самохин продолжал службу в ВВС СССР. С 1947 года капитан Самохин — в запасе.
Жил и работал в Ростове-на-Дону.
Умер 27 марта 1978 года.

## Память
- Именем Героя названа одна из улиц села Гранитное, а на здании отделения связи этого села установлена мемориальная доска.
- В СССР был выпущен почтовый конверт, посвящённый Н. Е. Самохину.

## Награды
- Указом Президиума Верховного Совета СССР от 2 сентября 1943 года за образцовое выполнение боевых заданий командования на фронте борьбы с немецко-фашистским захватчиками и проявленные при этом мужество и героизм капитану Самохину Николаю Ермолаевичу присвоено звание Героя Советского Союза с вручением ордена Ленина и медали «Золотая Звезда» (№ 1262).
- Награждён двумя орденами Красного Знамени, орденом Красной Звезды, медалями.